# Bornless Ones
Pour plus de détails, voir Fiche technique et Distribution.
Bornless Ones est un film d'horreur surnaturel américain écrit et réalisé par Alexander Babaev et sorti en 2017. 

## Fiche technique
- Titre original : Bornless Ones
- Titre français : Bornless Ones
- Réalisation : Alexander Babaev
- Scénario : Alexander Babaev, Roberto Nobile
- Photographie : Egor Povolotskiy
- Montage : Alexander Babaev
- Musique : Paul Hartwig
- Pays d'origine : États-Unis
- Langue originale : anglais
- Format : couleur
- Genre : film d'horreur
- Durée : 120 minutes
- Dates de sortie :
  - États-Unis : 10 février 2017

## Distribution
- Margaret Judson  : Emily
- Devin Goodsell  : Jesse
- Michael Johnston  : Zach
- Mark Furze  : Woodrow
- Bobby T  : Michelle
- David Banks  : Richard Alonzo Jr III
- Victoria Clare  : Christina
- Gwen Holloway  : Emily's Mother
- Nick Saso  : Dennis
- Rob Tepper  : Dr. Waisenberg
- Lana Titov  : Dolores (comme Svetlana Titova)
- Greg Travis  : Billy
- Pony Wave  : Sarah